# Monòxid de diclor
El monòxid de diclor, en anglès:Dichlorine monoxide, és un compost inorgànic amb la fórmula molecular Cl₂O. El primer que el va sintetitzar va ser Antoine Jérôme Balard l'any 1834, qui junt amb Gay-Lussac també en determinà la seva composició. En la bibliografia més antiga sovint és citat com monòxid de clor, cosa que pot donar lloc a confondre'l, ja que actualment aquest nom antic es refereix al ClO.
A temperatura ambient el monòxid de clor es presenta com un gas groc-marronós que és soluble en aigua i també en solvents orgànics. Químicament és un membre de la família dels compostos de l'òxid de clor i a més és un anhidre de l'àcid hipoclorós. És un agent oxidant fort i un agent clorinant.

## Preparació
El primer mètode de síntesi usat va ser tractant l'òxid de mercuri(II) amb gas clor. Tanmateix aquest mètode és car i perillós pel risc de l'enverinament per mercuri.
2 Cl₂ + 2 HgO → HgCl₂ + Cl₂O
Un mètode més segur i més convenient és reaccionar clor amb carbonat de sodi hidratat a 20-30 °C.
2 Cl₂ + 2 Na₂CO₃ + H₂O → Cl₂O + 2 NaHCO₃ + 2 NaCl
2 Cl₂ + 2 NaHCO₃ → Cl₂O + 2 CO₂ + 2 NaCl + H₂O

## Estructura
L'estructura del monòxid de diclor és similar a la de l'aigua i l'àcid hipoclorós, amb la molècula adoptant una geometria molecular bent deguda als parells solitaris en l'oxigen; en resulta una simetria molecular en C2V.

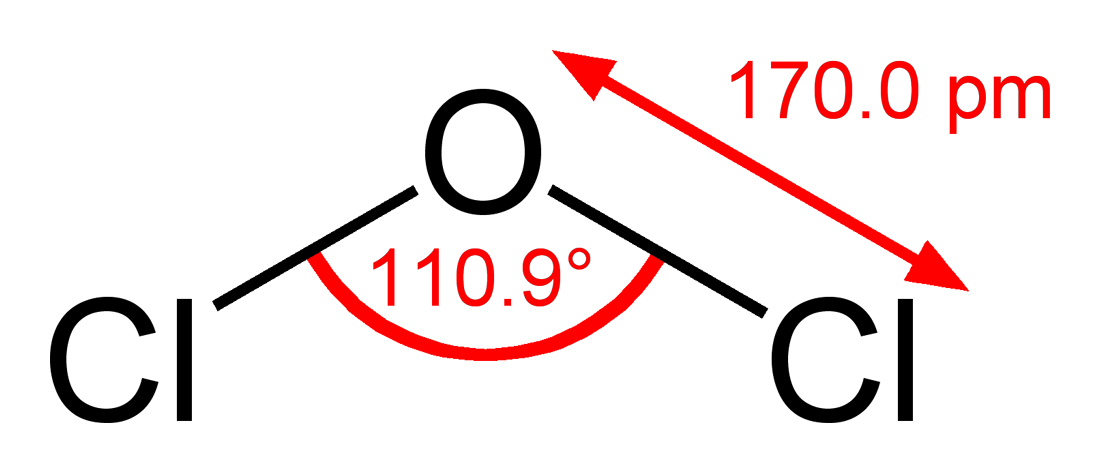

En estat sòlid cristal·litza en tetrahedre I41/amd, fent-lo isoestructural.

## Reaccions
El monòxid de diclor és molt soluble en aigua, en equilibri amb HOCl. La constant d'equilibri afavoreix la formació d'àcid hipoclorós.
2 HOCl ⇌ Cl₂O + H₂O K (0 °C) = 3.55x10-3 dm³/mol

### Amb compostos inorgànics
El monòxid de diclor reacciona amb halurs metàl·lics amb la pèrdua de Cl₂, per formar oxihalurs inusuals.
VOCl₃ + Cl₂O → VO₂Cl + 2 Cl₂
TiCl₄ + Cl₂O → TiOCI₂ + 2 Cl₂
SbCI₅ + 2 CI₂O → SbO₂CI + 4 Cl₂
Reaccions similars s'ha observat amb certs halurs inorgànics.
AsCI₃ + 2 CI₂O → AsO₂CI + 3 Cl₂
NOCl + Cl₂O → NO₂Cl + Cl₂

### Amb compostos orgànics
El monòxid de clor és un agent clorinant efectiu. Per a aromàtics activats com els fenols i èters aril reacciona donant productes halogenats en anell.

### Fotoquímica
El monòxid de diclor experimenta fotodissociació, formant O₂ and Cl₂.
2 Cl₂O → 2 Cl₂ + O₂

### Propietats explosives
El monòxid de diclor és explosiu, però a la temperatura d'una habitació les seves mescles amb oxigen no detonen per una espurna elèctrica fins a arribar a un contingut mínim del 23,5% Cl₂O.